# Taquaritinga do Norte (ort)
Taquaritinga do Norte är en ort i Brasilien.   Den ligger i kommunen Taquaritinga do Norte och delstaten Pernambuco, i den östra delen av landet, 1 600 km nordost om huvudstaden Brasília. Taquaritinga do Norte ligger 771 meter över havet och antalet invånare är 13 379.
Terrängen runt Taquaritinga do Norte är kuperad åt sydost, men åt nordväst är den platt. Taquaritinga do Norte ligger uppe på en höjd. Närmaste större samhälle är Santa Cruz do Capibaribe, 18,7 km väster om Taquaritinga do Norte.
Omgivningarna runt Taquaritinga do Norte är huvudsakligen savann. Runt Taquaritinga do Norte är det ganska tätbefolkat, med 56 invånare per kvadratkilometer.